# The Idea of Beautiful
Albums de Rapsody
The Black Mamba
(2012) She Got Game
(2013)
Singles
1. Believe Me
Sortie : 2012

The Idea of Beautiful est le premier album studio de Rapsody, sorti le 28 août 2012.

## Liste des titres
| No  | Titre                                                                                  | Auteur                                                    | Contient un (des) sample(s) de                                                                                        | Durée |
| --- | -------------------------------------------------------------------------------------- | --------------------------------------------------------- | --- | ----- |
| 1.  | Motivation (featuring Big Rube – Produit par Khrysis)                                  | M. Evans, R. Bailey, L. Ferguson, C. Tyson                | For Real d'Amel Larrieux                                                                                              | 3:41  |
| 2.  | How Does It Feel (featuring Rocki Evans – Produit par Khrysis)                         | M. Evans, C. Clayton, C. Tyson                            | | 4:20  |
| 3.  | Precious Wings (Produit par Eric G.)                                                   | M. Evans, E. Gabouer                                      | | 4:08  |
| 4.  | Believe Me (Produit par 9th Wonder)                                                    | M. Evans, C. Tyson                                        | Pavane for a Dead Princess de Deodato Long Red de Mountain Ready or Not des Fugees                                    | 5:08  |
| 5.  | Non Fiction (featuring Raheem DeVaughn et Ab-Soul – Produit par 9th Wonder)            | M. Evans, P. Douthit, R. DeVaughn, H. Stevens             | And I Love Him des Friends of Distinction Homecoming de Kanye West featuring Chris Martin Ooh La La La de Teena Marie | 4:49  |
| 6.  | The Drums (featuring Heather Victoria – Produit par 9th Wonder)                        | M. Evans, P. Douthit, H. Gavin                            | | 4:11  |
| 7.  | Kind of Love (featuring Nomsa Mazwai – Produit par 9th Wonder)                         | M. Evans, N. Mazwai, M. Pholo, P. Douthit                 | | 3:58  |
| 8.  | Celebrate / Words from the BDI Thug (Produit par E. Jones)                             | M. Evans, E. Jones                                        | | 5:59  |
| 9.  | Destiny (Produit par Khrysis)                                                          | M. Evans, C. Tyson                                        | You're the One for Me de l'Edwards Generation                                                                         | 2:28  |
| 10. | Good Good Love (featuring BJ the Chicago Kid – Produit par 9th Wonder)                 | M. Evans, B. Sledge, P. Douthit                           | Not on the Outside de Sylvia Robinson                                                                                 | 6:01  |
| 11. | In the Town (featuring Nomsa Mazwai – Produit par 9th Wonder)                          | M. Evans, N. Mazwai, M. Pholo, P. Douthit                 | | 3:22  |
| 12. | Round Table Discussion (featuring Mac Miller & The Cool Kids – Produit par 9th Wonder) | M. Evans, P. Douthit, M. McCormick, A. Reed, E. Ingersoll | Tempo Slow de R. Kelly                                                                                                | 4:18  |
| 13. | The Cards (featuring Big Remo – Produit par AMP)                                       | M. Evans, W. Hendricks, R. Cash                           | Come to Me Softly de Lonette McKee                                                                                    | 4:46  |
| 14. | Come Home (featuring Rocki Evans – Produit par Khrysis)                                | M. Evans, C. Clayton, C. Tyson                            | | 3:24  |
| 15. | When I Have You (featuring Nomsa Mazwai – Produit par 9th Wonder)                      | M. Evans, N. Mozwai, M. Pholo, P. Douthit                 | | 4:23  |
| 16. | Believe Me (9th Wonder's Ha Ha Ha Ha Remix) (Produit par 9th Wonder)                   | M. Evans, P. Douthit                                      | Mother's Theme (Mama) de Willie Hutch Fu-Gee-La des Fugees                                                            | 5:11  |

| 17. | Beautiful Music (featuring Childish Gambino et GQ – Produit par Ka$h) | M. Evans, Ka$h, D. Glover, Q. Thomas | 5:07 |
| 18. | Thunder (Produit par 9th Wonder)                                      | M. Evans, P. Douthit                 | 3:18 |